# Jankowo Gdańskie
Jankowo Gdańskie (kaszub. Jankòwò lub Gduńsczé Jankòwò, niem. Jenkau) – wieś w Polsce położona w województwie pomorskim, w powiecie gdańskim, w gminie Kolbudy. Transport publiczny jest obsługiwany przez komunikację miejską Gdańska.
Znajduje się tutaj wiele firm, największe z nich to: Zakłady mięsne Nowak, usługi komunalne Komunal-Express, Wiko firma produkująca rurki elastyczne i wiele innych.

## Historia
W drugiej połowie XVIII wieku właścicielem Jankowa był Karol Fryderyk von Conradi, posiadacz licznych włości w okolicy. Ponieważ nie posiadał dzieci a chciał pozostawić ślad po sobie, ufundował w Jankowie wyższy zakład naukowy swojego imienia – „Prowincjonalny Instytut Szkolny i Wychowawczy im. Conradiego” (Conradinum). Zapisał również cały swój majątek szkole, w tym m.in. wioski: Bąkowo, Gołębiewo, Jankowo, Mokry Dwór i Dziewięć Włók. Szkoła z internatem została otwarta w trzy lata po śmierci von Conradiego (w 1801) i była zakładem szkolno-wychowawczym. Na początku był to rodzaj gimnazjum, które w 1819 zmieniono w seminarium nauczycielskie, które – gdy brakowało chętnych do nauki – przekształcono następnie w wyższą szkołę realną (w 1840). Szkoła miała charakter protestancko-niemiecki. W 1900 szkoła została przeniesiona do Gdańska Wrzeszcza. W latach 2006–2008 odpoczywał tutaj skoczek narciarski Janne Ahonen.
W latach 1975–1998 miejscowość administracyjnie należała do województwa gdańskiego.
W 2021 we wsi odsłonięto obelisk upamiętniający funkcjonowanie Conradinum.